# Suche Bator (stacja kolejowa)
Suche Bator (mong. Сүхбаатар) – stacja kolejowa w miejscowości Suche Bator, w ajmaku selengijskim, w Mongolii. Suche Bator jest jedną z dwóch mongolskich stacji granicznych na granicy z Rosją. Druga to Ereencaw na linii Ereencaw – Czojbałsan.
Stacja znajduje się na skraju miasta, przy rzece Orchon.
Przy głównym budynku stacyjnym znajduje się 12 torów. Stacja posiada ponadto dwie bocznice. Na stacji odbywają się mongolskie odprawy graniczne. Stacją graniczną po stronie rosyjskiej są Nauszki.
Obok stacji działa sklep bezcłowy.